# Fountain Grove

Westliche Zufahrt zur Hofanlage

Fountain Grove (auch: Fountaingrove) war ein bedeutendes Weingut in Sonoma County in Kalifornien. Der nicht mehr existierende Gutshof mit Weinkellerei lag auf dem heutigen Gebiet der Stadt Santa Rosa am Round Barn Blvd und war Namensgeber eines Ortsteils der Stadt. Das Gut wurde von einer spirituellen Kommune unter der Leitung von Thomas Lake Harris gegründet.

## Geschichte
Der Prediger Thomas Lake Harris (1823–1906) hatte in den 1860er Jahren mehrere sozialutopische Kommunen im Staat New York gegründet, die unter der Bezeichnung Brotherhood of New Life als Lebens- und Arbeitsgemeinschaften bekannt geworden waren. Diese Kommunen betrieben verschiedene Geschäftstätigkeiten, unter anderem Weinanbau.

### Gründungszeit
Im Jahr 1875 wechselte Thomas Lake Haris mit vier Mitgliedern seiner New Yorker Kommune in das kalifornische Sonoma County, um 2 Kilometer nördlich von Santa Rosa eine weitere Kommune zu gründen. Diese Kommune, die ebenfalls zur Brotherhood of New Life-Bewegung gehörte, nannte sich New Eden of the West. Die Farm und spätere Weinkellerei wurde als Fountain Grove oder Fountaingrove bezeichnet. Der Kaufpreis für das Land (zunächst 800 Acre, entspricht rund 320 Hektar) betrug 21.000 US-Dollar. Die Mitglieder der Kommune errichteten ein großzügiges Gutshaus im viktorianischen Stil (genannt: Aestivossa), in dem Harris mit seiner Familie und seinen Gästen lebte. Es war von einem Park mit Springbrunnen umgeben und wurde auch für Veranstaltungen der Kommune genutzt. Dieses Gebäude enthielt einen Ballsaal und eine Bibliothek mit rund 10.000 Büchern. Auch befand sich hier eine Druckpresse. Außerdem wurden zwei weitere Wohnhäuser errichtet: ein zweigeschossiges Gebäude für weibliche Mitglieder der Kommune, genannt Cottage oder Familistery. Das aus Redwood errichtete Haus für die Männer, die Commandery, bestand aus drei Geschossen und hatte Platz für bis zu 100 Bewohner. Es brannte 1908 nach dem Platzen einer Kerosinlampe vollständig ab. Daneben entstanden Hofgebäude.
In den ersten Jahren wurde vorwiegend Milchwirtschaft betrieben. Aber bereits 1878 wurden auch 350 Acre (rund 140 Hektar) Weinanbaufläche bewirtschaftet. Ab 1883 lag der Schwerpunkt der Geschäftstätigkeit im Weinanbau und -produktion. Von dem bis dahin auf 2000 Acres angewachsenen Landbesitz wurden rund 400 zum Weinanbau und 400 als Obstgärten genutzt. Die Weinherstellung fand in einem drei Stock hohen, dampfbeheiztem Ziegelbau statt und hatte 1883 eine Produktionskapazität von 300.000 Gallonen (entspricht etwa 1.140.000 Litern), die später auf 600.000 Gallonen erhöht wurde. 1886 wurden bereits 70.000 Gallonen, und 1888 etwa 200.000 Gallonen Wein produziert.
Die Kellerei verfügte über eine moderne technische Ausstattung und Eichenholzfässer. Einrichtung und Betrieb der Kellerei verantwortete der aus Missouri stammende Winzer John S. Hyde. Es wurden die Weinsorten Pinot Noir, Cabernet und Zinfandel angebaut. Der Vertrieb an der Ostküste lief über einen Agenten in New York, der auch ein Restaurant mit Bar in der 56 Vesey Street betrieb. The California State Wine Company exportierte die Weine; 1897 wurde der Exporteur von dem Londoner Weinhändler Richard Hooper & Sons erworben. Das Weingut gab auch eine eigene Zeitschrift heraus, die „Fountain Grove Wine Press“. 1899 wurde die Fountaingrove Round Barn errichtet.

Herrenhaus von Fountain Grove
Hopfendarre
Weinkellerei
Fässerlager
Round Barn – Rundstall für Pferde

Margaret Oliphant, die Schwester eines verstorbenen, früheren Anhängers von Harris, Laurence Oliphant, veröffentlichte 1891 eine Biografie zu ihrem Bruder, in der sie Harris als Intriganten und falschen Propheten angriff. Das Werk regte Alzire Chevallier, eine Redakteurin des San Francisco Chronicle, an, unerkannt für ein halbes Jahr in der Kommune zu leben. Sie beschrieb ihre Erlebnisse in einer kritischen Artikelserie, in der sie Harris als Betrüger bezeichnete und eine polizeiliche Untersuchung der Verhältnisse auf Fountain Grove forderte. In Folge der Anschuldigungen verließ Harris 1892 Fountain Grove und zog sich auf seinen Besitz nach New York zurück. Als Harris 1906 in New York starb, fiel das Gut in Santa Rosa an seine Begleiter von 1875, bis der letzte Überlebende, der gebürtige Japaner Kanaye Nagasawa, Alleineigentümer des Weingutes war.

### 1906–1935
Unter Nagasawa entwickelte sich Fountain Grove zu einem der bedeutendsten Hersteller kalifornischer Weine. Vor und nach der Prohibitionszeit gewannen die hier produzierten Weine Preise und wurden als Kultweine (“cult winery”) gehandelt. Auf der Fountain Grove Vineyard Co. wurden vorwiegend Trauben der Sorten Zinfandel, Riesling und Pinot Noir angebaut. Daneben kamen andere Traubensorten zum Einsatz. Verwendete Weinmarken waren Fountaingrove, Goldengrove (Angelica, Riesling, Muscatel) oder Sonoma Valley Vineyard (California Claret, California Muscatel, Cote Doree Sweet Vermouth, Cote Doree Sparkling Burgundy). Während der Prohibitionszeit wurde ein Fountaingrove Vineyeard Golden Chasselas Grape Juice und ein sherrybasierter Fountaingrove Tonic produziert; beide offiziell nur für medizinische Anwendungen.
Nagasawa unterhielt vielfältig Kontakte und Korrespondenz mit anderen Winzern und Weinfachleuten des Landes, so auch zu dem ebenfalls in Santa Rosa lebenden Pflanzenzüchter Luther Burbank.

### Nach 1935
1934 starb Nagasawa. Selber kinderlos, vererbte er Fountain Grove an einen Neffen, der das Erbe aufgrund des Exclusion Acts aber nicht antreten konnte. So fiel es zunächst an das County, von dem es Errol McBoyle, ein Minenunternehmer aus Idaho, übernahm. Die Witwe McBoyles heiratete Siegfried Bechthold, der von Weinproduktion auf Rinderhaltung umstellte. 1957 erwarben Robert und Barbara Walters den Besitz von der erneut verwitweten Glendolyn McBoyle-Bechthold; sie führten die Rinderzucht bis 1975 fort. Der Immobilienentwickler Robert Fitzpatrick erwarb Ende der 1970er etwa die Hälfte des Grundbesitzes, um den Bau einer Wohnanlage und die Anlage eines Golfplatzes zu verwirklichen. 1984 wurde der Golfkurs von Ted Robinson (1923–2008) angelegt, er trägt den Namen Fountaingrove Golf and Athletic Club. Die Weinproduktion war bereits Anfang der 1950er Jahre zum Erliegen gekommen, das Weinlabel Fountaingrove wurde von einem Nachbarwinzer übernommen. Der letzte auf Fountain Grove produzierte Jahrgang war 1954.

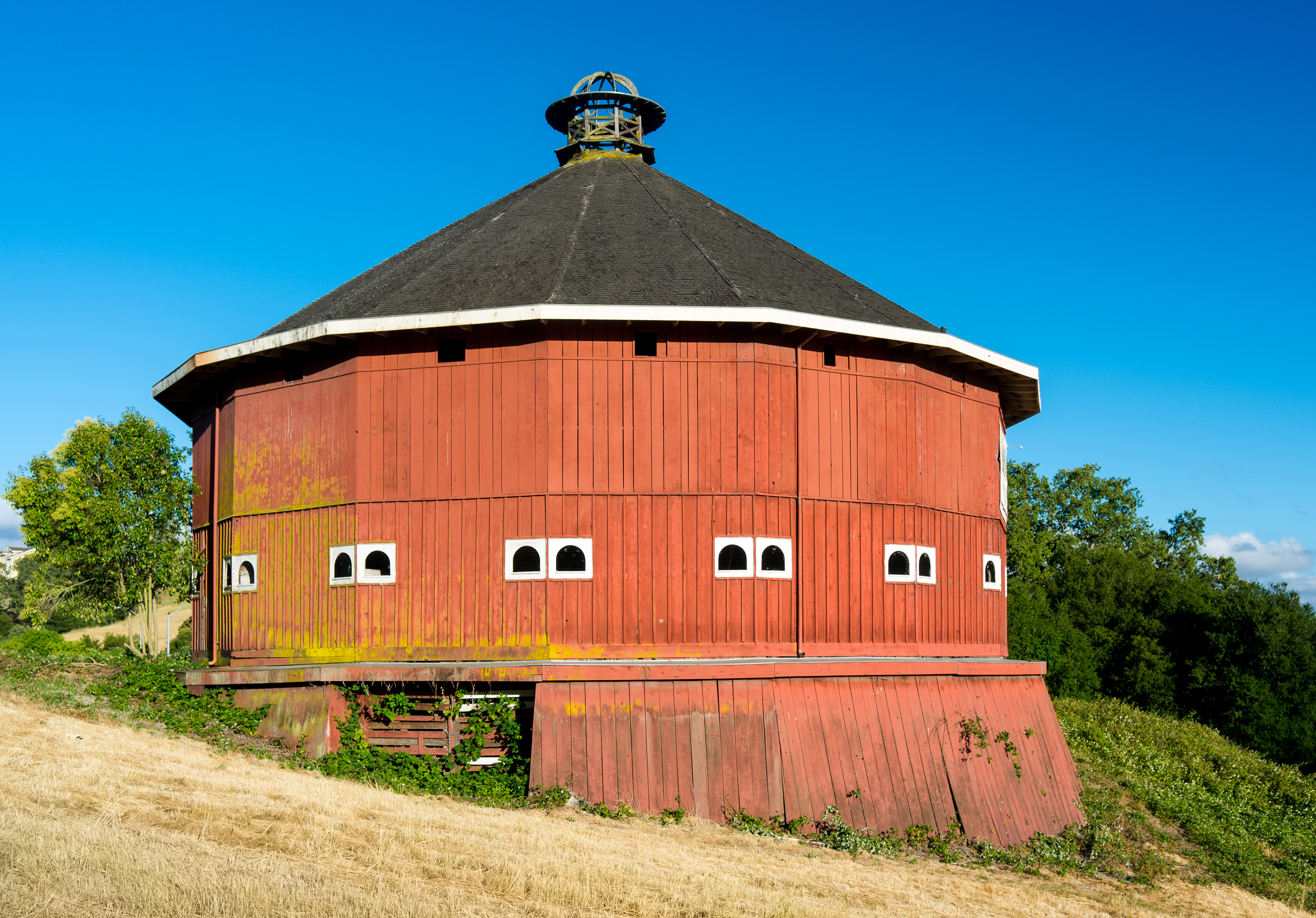
Das letzte Relikt des Weingutes in Santa Rosa: die im Oktober 2017 abgebrannte Fountaingrove Round Barn

1969 wurde das Herrenhaus nach einem Erdbeben abgerissen. Medtronic, ein Medizingerätehersteller, erwarb den Hof und vormaliges Gutsland im Jahr 1998. Auf einem Teil der Landfläche wurde ein Parkplatz für Mitarbeiter angelegt. Der Versuch, im Jahr 2007 die ungenutzten Hof- und Kellereigebäude zu verkaufen, scheiterte. Die teilweise bereits eingestürzten Gebäude mussten 2015 aus Sicherheitsgründen abgerissen werden.
Der Ortsteil von Santa Rosa, in dem sich Fountain Grove befand und der heute gehobene Wohnlage ist, heißt Fountaingrove. In dem Ortsteil liegt der Fountaingrove Lake, der mittels einer Stauung des Piner Creeks durch den Fountaingrove Dam geschaffen wurde.